# 高村晴香
高村 晴香（たかむら はるか、12月11日 - ）は、日本の女性声優。埼玉県出身。EARLY WING所属。

## 来歴
2025年3月31日、同日付でオフィスPACが事業停止したことに伴い、翌4月1日付でEARLY WINGに移籍。

## 人物
特技は即興で歌をつくる、英検準2級。趣味は古いもの（神社仏閣・仏像など）を見ること。

## 出演

### テレビアニメ
- ルパン三世 PART5（2018年）

### 劇場アニメ
- きみの声をとどけたい（2017年）

### ゲーム
- ドラゴンクエストXI 過ぎ去りし時を求めて S（2019年）

### 吹き替え

#### 映画
- マーゴット・ウェディング

#### ドラマ
- ウェイワード・パインズ 出口のない街
- グッド・ワイフ
- クリミナル・マインド FBI行動分析課
- クルーエル・サマー（マロリー・ヒギンズ）
- The Ranch ザ・ランチ
- SCORPION/スコーピオン
- ファミリー・ストーリー 〜これみんな家族なの?〜
- FAMOUS IN LOVE
- MACGYVER/マクガイバー
- リバーデイル（ベティ・クーパー）
- ワンディ -家族のうた-（アレックス）

#### アニメ
- スーパーヒーロー・パンツマン
- ミッキーマウスとロードレーサーズ
- ライオン・ガード